# Styloniscus simplex
Styloniscus simplex là một loài chân đều trong họ Styloniscidae. Loài này được Vandel miêu tả khoa học năm 1981.